# George Johnstone
Pour les articles homonymes, voir Johnstone.
George Johnstone (1730–24 mai 1787 à Bristol) est un officier de marine britannique et membre de la Chambre des communes. Il fut le premier gouverneur la Floride occidentale de 1763 à 1767.

## La Guerre de Sept ans
Il commença sa carrière maritime dans la marine marchande, puis entra dans la Royal Navy en 1746. Peu après sa promotion de lieutenant de vaisseau en 1755, il fut traduit en cour martiale en 1757 pour « insubordination et désobéissance ». Cependant, comme ses actes de bravoure au combat furent pris en compte, il ne reçut qu'une réprimande. Il fut promu capitaine de vaisseau en 1762 et chef d'escadre en 1763.

## Gouverneur de la Floride occidentale

L'extension du territoire de la Floride occidentale en 1767.

Gouverneur colonial de la Floride occidentale (actuellement Panhandle à l'est du Mississippi) en novembre 1763, Johnstone restera en fonction pendant quatre ans. Pendant ce temps, il entretiendra une longue relation maritale avec Martha Ford, dont il eut quatre enfants, et aux besoins desquels il subvint.
Il retourna en Angleterre en 1767 pour entrer au Parlement. Non-inscrit, il représenta les comtés de Cockermouth (1768-1774), Appleby (1774-1780), Lostwithiel (1780-1784), Ilchester (1786-1787). Durant cette période parlementaire il aurait eu des « propos éhontés et grossiers » après avoir insulté publiquement George Germain pour sa lâcheté à la bataille de Minden. Finalement un duel s'ensuivit, mais non décisif.

## Guerre d'indépendance américaine
En 1778 Johnstone était membre de la commission Carlisle pendant la guerre d'indépendance américaine. Le second Congrès continental refusa de négocier avec lui, l'accusant de corruption.
Cependant, en échange du soutien politique envers Lord Sandwich, Johnstone obtint en mai 1779 le commandement de l'escadre au large des côtes du Portugal. En patrouillant dans l'Atlantique sud, Johnstone obtint de modestes succès en capturant l’Artois, frégate de 44 canons, avant de se défendre avec succès le 16 avril 1781 contre le bailli de Suffren à la bataille de Porto Praya, dans les îles du Cap-Vert. Bien qu'il eût envisagé d'attaquer le cap de Bonne-Espérance, il décida plus tard de revenir en Angleterre.

## Sources
- Notices d'autorité :   - VIAF
  - ISNI
  - BnF (données)
  - IdRef
  - LCCN
  - GND
  - Belgique
  - Pays-Bas
  - Israël
  - Australie
  - WorldCat